# Ribes incertum
Ribes incertum är en ripsväxtart som beskrevs av Macbride. Ribes incertum ingår i släktet ripsar, och familjen ripsväxter. Inga underarter finns listade i Catalogue of Life.